# Tornieria
Tornieria là một chi khủng long, được Sternfeld mô tả khoa học năm 1911.